# Jihlava (rivière)
Pour les articles homonymes, voir Jihlava (homonymie).
La Jihlava (en allemand : Igel) est une rivière de la Tchéquie, et un affluent de la Svratka, donc un sous-affluent du Danube par la Thaya et la Morava.

## Géographie
La Jihlava est issue des collines séparant la Bohême de la Moravie. Sa source est située à l'ouest de Jihlávka à 680 m d'altitude. Elle coule d´abord jusqu'à la ville de Jihlava (50 000 habitants) vers le nord-est puis s'oriente vers le sud-est et passe à Třebíč (39 000 habitants). Après 183 km, elle finit sa course à 170 m d'altitude dans la Svratka à Ivaň peu avant que celle-ci ne se jette dans la Thaya (en tchèque : Dyje).

## Affluents
Ses affluents principaux sont l'Oslava, la Jihlávka et la Rokytná.

## Hydrologie
Son bassin s'étend sur 3 117 km2 et son débit moyen atteint 12 m3/s à Přibice à 8 km de sa confluence avec la Svratka.

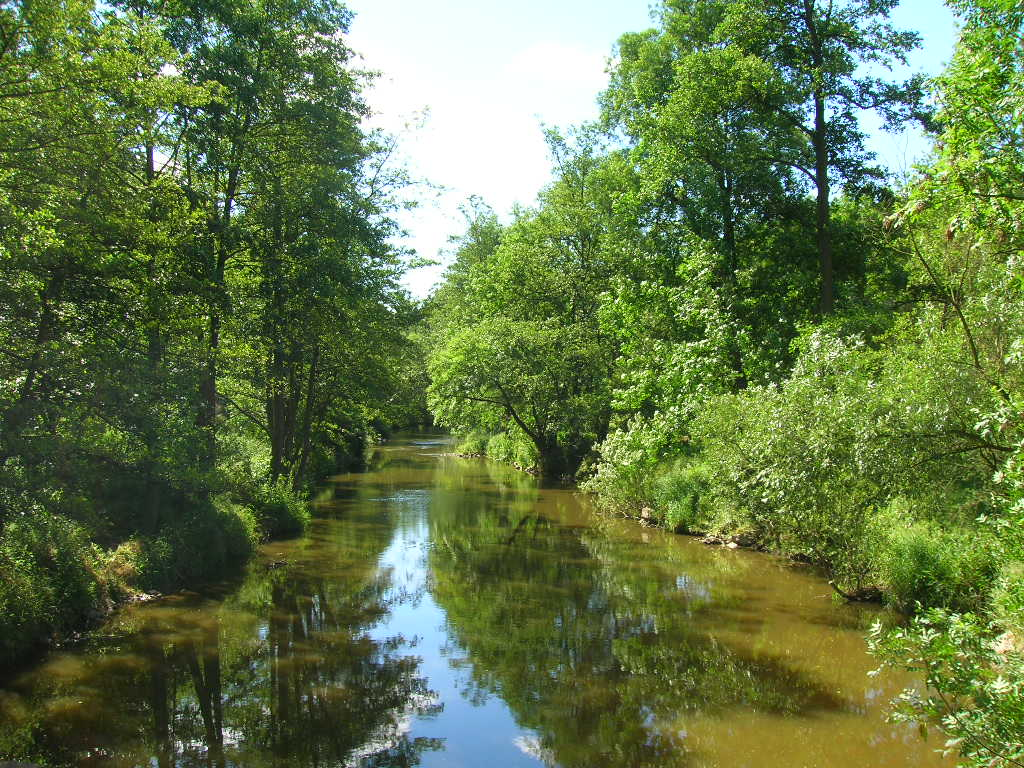
La Jilhava près de Třebíč
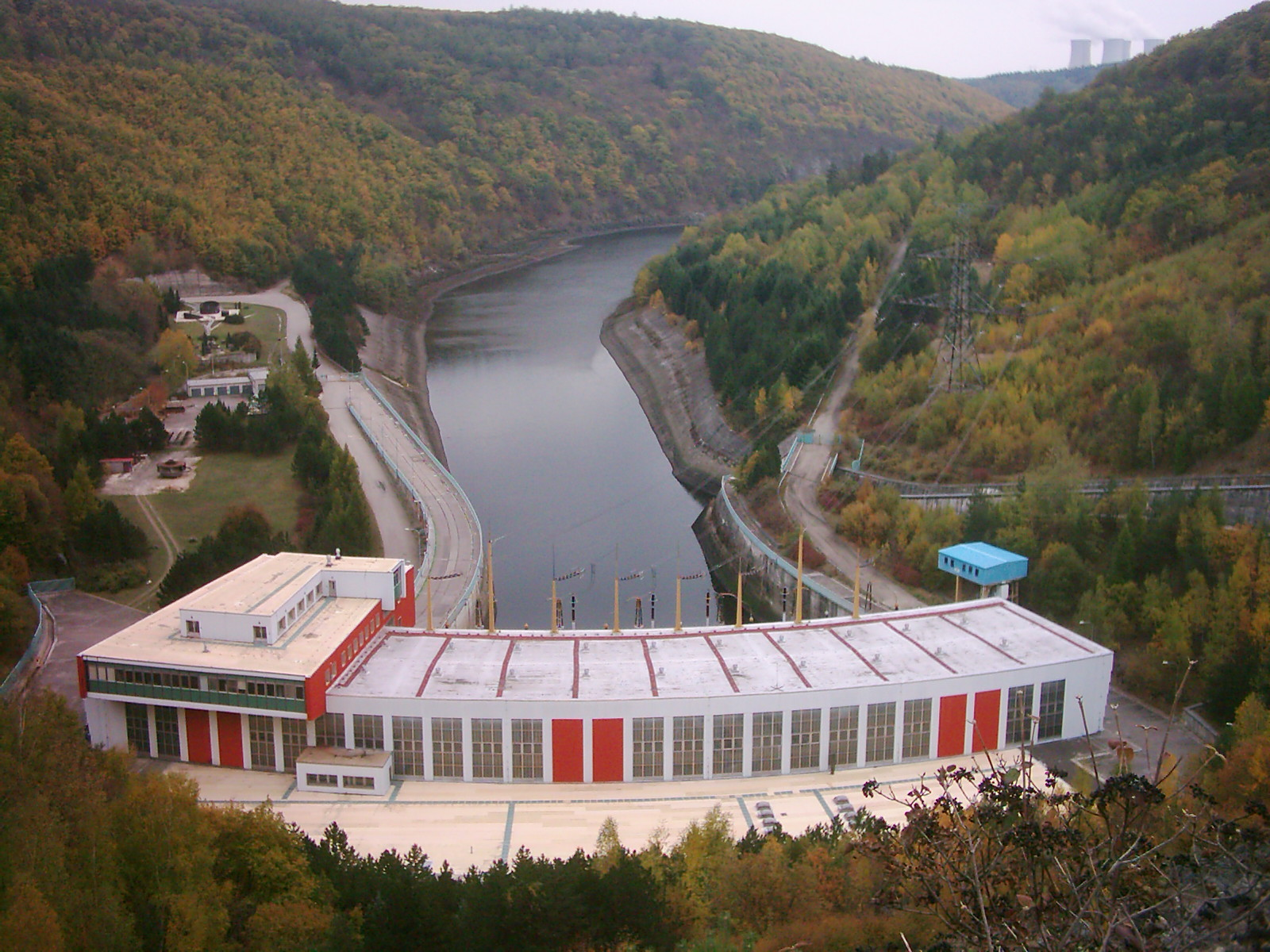
Centrale électrique de Dalešice
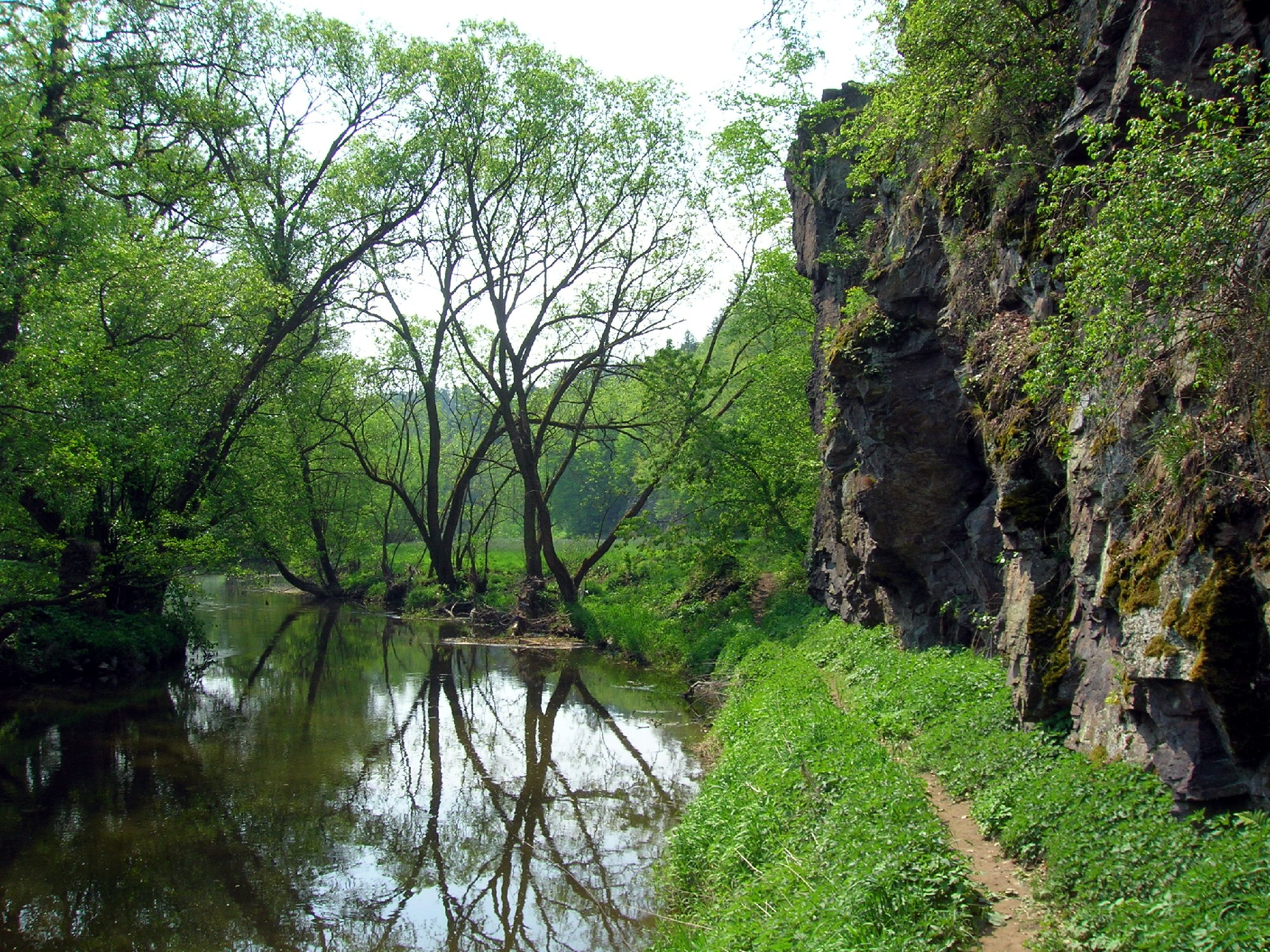
La Jihlava à Pribyslavice